# Pleurocera curta
Pleurocera curta är en snäckart som först beskrevs av Samuel Stehman Haldeman 1841.  Pleurocera curta ingår i släktet Pleurocera och familjen Pleuroceridae. IUCN kategoriserar arten globalt som sårbar. Inga underarter finns listade i Catalogue of Life.